# Rémige

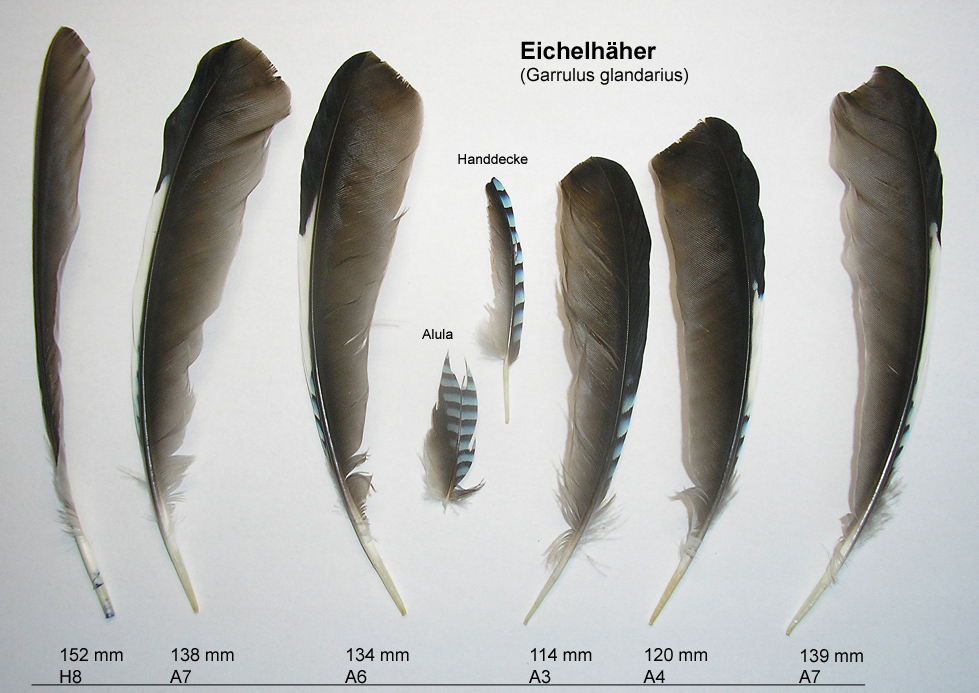
Primaires, secondaires et alulas d'un Geai des chênes.

Les rémiges sont les grandes plumes ou pennes des ailes des oiseaux. Elles sont dirigées vers l'extérieur et l'arrière de l'aile, se recouvrant pour former un plan presque continu. Trois niveaux de couverture (primaire, secondaire et tertiaire) masquent les espaces entre les calamus des rémiges et la partie charnue de l'aile. Les rémiges primaires sont fixées sur la main (phalanges et métacarpes) formant la pointe de l'aile ou fouet. Les rémiges secondaires sont fixées sur l'avant-bras (bord externe du cubitus). Les rémiges tertiaires ou scapulaires sont fixées sur une membrane qui s'étend du bras (humérus) au flanc. Toutes ces plumes sont asymétriques par rapport au rachis, mais à chaque plume correspond une plume symétrique sur l'autre aile. Elles sont essentielles pour qu'un oiseau puisse voler. Chaque espèce possède des rémiges de formes ou de couleurs différentes ce qui permet d'identifier les oiseaux. 

## Identification
La convention pour identifier les plumes note P pour identifier les primaires, S pour identifier les secondaires, T pour identifier les rectrices et Al pour identifier les alulas et elles sont numérotées des primaires vers les tertiaires. Cette identification permet le calcul de la formule alaire.

## Oiseaux volants

Squelette de l'aile d'un oiseau.

### Rémiges primaires
Ce sont les plumes longues et plus étroites, surtout celles fixées sur les phalanges. Ce sont les plumes sur lesquelles s'exercent les principales poussées au cours du vol. Elles peuvent être individuellement orientées ce qui permet à l'oiseau lorsqu'il lève les ailes de réduire la résistance de l'air en les tournant verticalement. La flexibilité à la pointe de ces plumes chez les oiseaux planeurs permet de réduire la création de vortex et de réduire les traînées.
La majorité des oiseaux en possède 11, 12 chez les grèbes et le héron cendré, flamant, 9-10 chez les passereaux. La première (la plus externe) est souvent plus réduite, voire rudimentaire chez les hirondelles et les pinsons (3 mm).
Les émarginations sont les espaces que l'on retrouve entre les extrémités des rémiges primaires.

### Rémiges secondaires
Les rémiges secondaires sont fixées sur l'Os ulna (Cubitus). Ce sont des plumes plus petites et plus souples que les primaires. Elles offrent la portance aux oiseaux, en général, plus une espèce a de voilure, plus le nombre de ces plumes est élevé.
Leur nombre varie de cinq chez certains oiseaux-mouches à 12 chez les pigeons et jusqu'à 30 chez les pétrels ou 40 chez certains albatros. Pour plus de quarante espèces non passeriformes comme les Gaviidae, Podicipedidae, Pelecanidae, Gruidae, Psittaciformes, Strigiformes, Laridae, il manque la cinquième secondaire, cette caractéristique est appelée diastataxis si bien qu'aucune rémige n'est recouverte à cet endroit. Ceci pourrait être dû à une torsion des cellules lors du développement embryonnaire.

### Rémiges tertiaires
Les tertiaires sont fixées à l'humérus. Ce sont des plumes plus petites qui, avec leur couverture, recouvrent les épaules et une partie du dos. Elles peuvent être plus symétriques que les secondaires.

### Rémiges bâtardes
Ce sont les plumes s'insérant sur le pouce, elles sont également appelées l'alula. Le développement des rémiges et des alulas chez les Hoazins juvéniles est très retardé en comparaison de celui des autres oiseaux, sans doute parce que ceux-ci sont équipés avec les griffes sur leurs deux premières phalanges. Ils utilisent ces petits crochets contournés pour empoigner des branches en grimpant dans les arbres, ce que gênerait la présence de plume. La plupart des jeunes perdent leurs griffes entre le 70e et 100e jour. Certains spécimens conservent une hyperkératose à l'âge adulte.

## Divers
Les autruches possèdent 16 rémiges primaires.
Bon nombre d'oiseaux utilisent leurs plumes pour produire des sons. Ces sons leur servent à communiquer. C'est le cas des Trochilidae qui produisent un bourdonnement ou du Manakin à ailes blanches qui réussit même à produire un son de crécelle.
Chez les Strigiformes, le bord des rémiges est pourvu de dentelures appelées « sourdines » provoquant un assourdissement du bruit des battements d'ailes, permettant un vol très silencieux.
Les aviculteurs coupent les rémiges des oiseaux migrateurs qu'ils élèvent afin de les maintenir sur place.